# Nimbaphrynoides
Nimbaphrynoides és un petit gènere d'amfibis de la família dels bufònids nadiu de la regió de la Muntanya Nimba a Costa d'Ivori i Guinea. Les dues espècies són vivípares,. és a dir, la femella dona a llum a les seves cries en lloc de pondre ous, com és habitual en els amfibis.

## Taxonomia
- Nimbaphrynoides liberiensis (Xavier, 1979)
- Nimbaphrynoides occidentalis (Angel, 1943)